# WKG Römergrube Rybnik
Die Wettkampfgemeinschaft Römergrube Rybnik war ein deutscher Fußballverein aus dem oberschlesischen Rybnik, beim mittlerweile stillgelegten Steinkohlebergwerk Römergrube.

## Geschichte
Die WKG trat in der Saison 1943/44 in der 1. Klasse Oberschlesien an. Am Ende der Saison wurde die Mannschaft Sieger der Abteilung 4 und konnte an der Aufstiegsrunde zur Gauliga Oberschlesien teilnehmen. Nach vier Spielen wurde die Mannschaft mit 6:2 Punkten auch hier wieder erster der Tabelle und durfte somit zur nächsten Saison in die Gauliga aufsteigen. Die Saison wurde zwar noch angefangen, am 14. Januar 1945 dann jedoch abgebrochen. Zu dieser Zeit befand sich die Mannschaft mit 10:4 Punkten nach sieben Spielen auf dem dritten Platz. Durch die Kapitulation des Deutschen Reichs am Ende des Zweiten Weltkriegs sowie der Annektierung von Oberschlesien durch die Sowjetunion wurde der Verein dann auch aufgelöst.